# Cophura fur
Cophura fur là một loài ruồi trong họ Asilidae. Cophura fur được Williston miêu tả năm 1885. Loài này phân bố ở vùng Tân Bắc giới.